# Eurymerodesmus simplex
Eurymerodesmus simplex är en mångfotingart som beskrevs av Chamberlin 1920. Eurymerodesmus simplex ingår i släktet Eurymerodesmus och familjen Eurymerodesmidae. Inga underarter finns listade i Catalogue of Life.